# KK Šibenka
El Košarkaški klub Šibenka fue un equipo de baloncesto croata que compitió en la A1 Liga, la primera división del país. Tenía su sede en Šibenik y disputaba sus partidos en el Dom Sportova, con capacidad para 1.500 espectadores.

## Historia
El club se creó en 1973, y durante seis temporadas compitió en la Liga Yugoslava de Baloncesto, en aquel momento una de las más potentes del continente. En 1983 alcanzaron la final ante el KK Bosna, y ganaron el tercer y definitivo partido con dos tiros libres anotados por Dražen Petrović tras una personal de Sabit Hadžić en el último segundo. Pero al día siguiente, tras ser revisado el vídeo del partido por parte de la Federación Yugoslava, consideraron que la falta personal fue fuera de tiempo, por lo que dieron el partido por anulado y ofrecieron jugar un nuevo desempate en Novi Sad, pero el equipo de Šibenik boicoteó el mismo, siéndole otorgado el campeonato al Bosna.
En 1982 y 1983 alcanzó la final de la Copa Korać, cayendo en ambas ocasiones ante el mismo equipo, los franceses del CSP Limoges.
El club es sobre todo conocido por ser el origen del que está considerado uno de los mejores jugadores europeos de todos los tiempos, Dražen Petrović. El octubre de 2010, el club desapareció por problemas económicos.

### Cambios de denominación
- KK Šibenka (1973–1992)
- KK Šibenik Zagreb Montaža (1992–1994)
- KK Šibenik (1994–1995)
- KK Šibenik A.E.C. (1995–1996)
- KK Šibenik (1996–1999)
- KK Jadransko Osiguranje (1999–2000)
- KK Šibenik (2000–2005)
- KK Šibenka Dalmare (2005–2006)
- KK Šibenka (2006–2010)

## Jugadores y entrenadores destacados

### Jugadores
- Dražen Petrović
- Nikola Radulović
- Zoran Slavnić
- Ivica Žurić
- Luka Žorić
- Zoran Vrkić
- Predrag Šarić
- Hüseyin Beşok[6]

### Entrenadores
- Dušan Ivković
- Vlade Djurovic
- Borislav Džaković
- Faruk Kulenović
- Vojislav Vezović
- Zoran Slavnić